# يواخيم برغر
خواكيم برغر (بالألمانية: Joachim Burger)‏ هو عالم آثار وأحيائي ألماني، ولد في 27 يونيو 1969 في أشافنبورغ في ألمانيا.